# 古藤増治郎

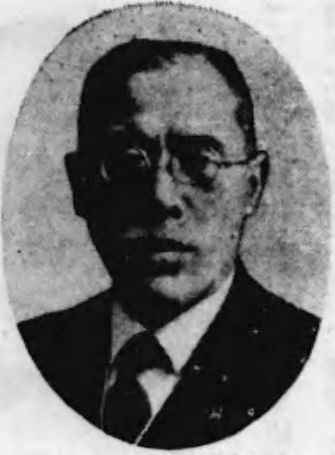
古藤増治郎

古藤 増治郎（ことう ますじろう、1881年〈明治14年〉2月6日 - 1945年〈昭和20年〉3月7日）は、日本の政治家。衆議院議員（立憲民政党）。大阪府浜寺町長。

## 経歴
大阪府泉北郡山滝村（現在の岸和田市）出身。井出清太郎の二男として生まれ、古藤家の養子となった。1901年（明治34年）、大阪府師範学校を卒業し、各地の小学校長を歴任した。1917年（大正6年）、浜寺町会議員に選出された。ついで1918年（大正7年）から1936年（昭和11年）まで浜寺町長を務め、泉北郡町村会長にも就任した。また1927年（昭和2年）と1931年（昭和6年）には大阪府会議員に当選し、参事会員、副議長を歴任した。
1936年、第19回衆議院議員総選挙に出馬し、当選を果たした。
その他、大阪府浜寺土地株式会社取締役、大阪府緞通絨毯類工業組合理事長、大阪府平織緞通組合理事長を務めた。